# What Doesn't Kill Me...
What Doesn't Kill Me... är det ungerska metalbandet Ektomorfs åttonde fullängdsalbum som släpptes år 2006.

## Låtlista
| Nr  | Titel                                                           | Längd |
| --- | --------------------------------------------------------------- | ----- |
| 1.  | Rat War                                                         | 2:04  |
| 2.  | Nothing Left                                                    | 2:17  |
| 3.  | What Doesn't Kill Me...                                         | 2:31  |
| 4.  | Revenge To All                                                  | 3:12  |
| 5.  | Love And Live                                                   | 3:13  |
| 6.  | I Can See You                                                   | 3:38  |
| 7.  | I Got It All                                                    | 3:02  |
| 8.  | New Life                                                        | 3:17  |
| 9.  | Sick Of It All (Feat. Lord Nelson)                              | 3:04  |
| 10. | It's Up To You                                                  | 2:54  |
| 11. | Envy                                                            | 2:54  |
| 12. | Scream                                                          | 3:04  |
| 13. | Breed The Fire (*)                                              | 3:04  |
| 14. | Born For Destruction (Exclusive Bonus Track On Limited Edition) | 2:14  |